# Gusli
Gusli (ryska: гусли; ukrainska: гуслi, husli) är ett ryskt stränginstrument och motsvarigheten till den tyska cittran och finska kantelen. Guslin spelas ibland med plektrum som hålls i högerhanden men spelas utan plektrum i den ”folkliga” traditionen. Vänsterhanden dämpar de strängar som inte skall ljuda och knäpper på enstaka strängar när högerhanden inte räcker till. Högerhanden slår på strängarna, alternativt knäpper på enstaka strängar för att spela melodin. Guslin är det äldsta kända ryska stränginstrumentet.

## Olika typer av Gusli

### Vinggusli

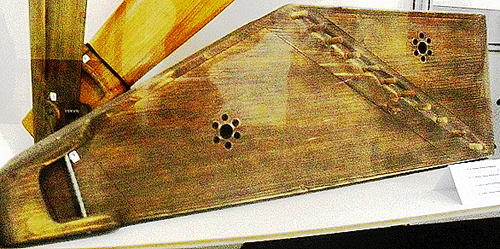
Vinggusli med 11 strängar.

Guslin av "vingtyp" varierar i form och storlek, men ett kännetecken på att de tillhör samma variant är att de har mindre utrymme mellan strängarna på den ena sidan och mer på den andra sida. Denna guslivariant är triangulär. Oftast är den 4–5 cm tjock och inte mer än 80 cm lång. Ett tecken på att ett instrument tillhör denna gusligrupp är att dess lock inte bara begränsas av stämskruvarna, utan att locket också bildar en utåtgående "vinge" som tjänstgör som stöd för vänsterhanden vilken annars lätt blir trött.
Denna typ av gusli brukar ha mellan 5 och 17 strängar, beroende på vingtypens storlek samt strängfästetyp. På "vingtypen" dämpas nästan aldrig den lägsta strängen, eftersom den i sin tur ger ett mer klangfullt ljud. Den strängen kallas ofta för bordun. Det finns upp till 12 möjliga stämningar av denna gusli.
Guslin av vingtyp spelas vanligen med höger hand. När man spelar ett gitarrackord – det vill slår an alla strängar på en gång – dämpar vänsterhanden i sin tur de strängar som inte skall ljuda med 3, 4 eller 5 fingrar som sätts mellan (detta gör att spelmannen snabbt kan byta ackord) eller över strängarna. Vanligtvis spelar högerhanden uppifrån och ner, men ibland spelar den nerifrån och upp, för att göra ljudet jämnare.

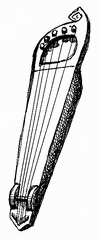
Lyrgusli, även kallad Novgorod-gusli.

### Lyrgusli
Guslin av lyrtyp kallas också för gusli med "spelfönster". Denna typ var mer vanligt förekommande i Novgorod och anses av historikerna vara den äldsta varianten av instrumentet, eftersom det finns lyrvarianter av gusli bevarade från 600–700-talet. Guslin med spelfönster (även kallad Novgorod-gusli) har ett hål på bakre sidan, där musikanten placerar sin vänstra hand och dämpar strängarna precis som på vingtypen. Dessa gusli hålls lodrätt när den spelas, och nedre delen vilar antingen på knät eller mellan bältet och magen.

### Hjälmgusli
Hjälmguslin, även benämnd psalterium, kallas så för att den har en hjälmformad kulle och är avrundad. Den brukar ha mellan 10 och 26 strängar och stäms likt vingvarianten. Hjälmgusling placeras likt vingvarianten upprättstående på musikantens knä. Det som skiljer de båda typerna åt är att man inte spelar ackord som på en gitarr, utan att en hand spelar melodin och den andra knäpper ackorden. Den kan också spelas enligt kantele-, kannel- eller kanklestraditionen, där en hand knäpper melodin och den andra knäpper toner till kvint eller kvart till den ton som spelas.

### Klingande gusli

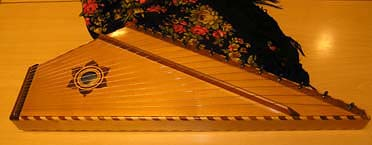
Den akademiska guslin.

Den klingande guslin (ryska:  Гусли звончатые, Gusli zvontjatye), även känd som "akademisk" eller "konsertgusli", är en i hög grad modifierad gusli av vingtyp. Skillnaden mellan de två är att den tonande guslin har fler strängar än den av vingtyp, ingen vinge som fortsättning på instrumentet men däremot ett stall vid stämskruvarna.
Den tonande guslin var en innovation av adelsmannen V. Andrejev, som även är känd för sina moderniseringar av domran och balalajkan. På denna typ av gusli spelar man oftast melodier på enskilda strängar (som på hjälmguslin), till skillnad från vingguslin där man drar med handen över de flesta strängarna – som när man spelar ackord på en gitarr. Men denna metod används också på den akademiska guslin och brukar nyttjas i bearbetade ”akademiska” stycken för att ge dem mer ”folklig” karaktär.  

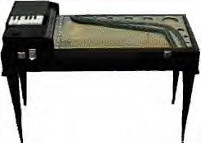
Bordsgusli.

### Bordsgusli
Bordsguslin var ett instrument som kom fram i slutet av 1700- och i början av 1800-talet. Den var ibland ett bärbart instrument som spelmannen lade på sina knän istället för att ställa det horisontellt, eftersom det var betydligt större än alla de andra guslivarianterna. Vanligare var dock att den lades på ett bord eller stod på stödben. En sådan gusli brukade oftast rika människor ha i sina hem för att spela på fester. Bordsguslin brukade ha betydligt fler strängar (upp till fyra oktaver).
För närvarande används den i den akademiska miljön, där den har utvecklats till en gusli med tangentbord, som släpper och dämpar strängarna genom att man trycker på en tangent som motsvarar ett ackord (se bilden). Detta ger en ännu större variation i utvecklingen av speltekniker. Förut brukade denna gusli spelas mer likt hjälmguslin, det vill säga att strängarna spelades parvis för att skapa en melodi istället för att spelas med ackord.

## Historia
Guslin är ett av de äldsta kända ryska stränginstrumenten. Den liknar den tyska cittran, finsk-karelska kantelen, lettiska kankles, estniska Kannel med flera.
Guslin spelas av ryska episka hjältar som Sadko, Dobrynja Nikititj och Solovej Budimirovitj. I Igorkvädet omnämns en guslispelare från omkring 1100-talet vid namnet Bojan: 
| ” | ... och Bojan, bröder, han skickade ej 10 falkar på en flock av svanar, men sina profetiska fingrar lade han på strängarna; och dessa ärade knezen. | „ |

I början av 1900-talet konstaterade många forskare att samtida tjuvasjiska och tjeremisska gusli påminde om bilder på detta instrument från medeltida ryska manuskript. På de bilderna hölls guslin ofta på knäna och knäpptes uppifrån med fingrarna, precis som hos tjuvasjer och tjeremiser.
Guslin, som främst tillverkades av gran eller tall spelades på fester och när det skulle dansas i de ryska byarna i nordvästra delen av landet. På 1800-talet ersattes guslin av dragspel på byfesterna.

## Intressanta fakta
- Gusli, så som den beskrivs ovan, är i stort sett ett ryskt fenomen. Musikinstrument med liknande benämning finns hos alla slaviska folk: gusle hos serber och bulgarer, gosle hos slovener, guslić hos polacker och housle (benämning på fiolen) hos tjeckerna). Men dessa musikinstrument varierar rätt så mycket, och många av dem är stråkinstrument (gusle brukar exempelvis ha en enda sträng av tagel från häst).
- I slutet av 1800- och början av 1900-talet levde den ryske författaren Stepan Skitalets. Han lärde sig spela gusli av sin far som var snickare.
- De femsträngade lyrguslin dateras från omkring 1000-talet. Den återfanns vid en utgrävning 1975 i Novgorod och hade den kyrilliska inskriften "Словиша" (Slovisja).
- I den östslaviska/ryska utgåvan av Bibeln påträffas ordet "gusli" 12 gånger.